# Cartoon Network Racing
Cartoon Network Racing è un videogioco di guida pubblicato da The Games Factory nel 2006 per il mercato statunitense e nel 2007 in Europa. Il sistema di gioco è simile a quello di Mario Kart: Double Dash!!, ma i personaggi sono quelli delle serie originali di Cartoon Network: Il laboratorio di Dexter, Le Superchicche, Johnny Bravo, Mucca e Pollo, Io sono Donato Fidato e Leone il cane fifone.

## Modalità di gioco
Ci sono due personaggi che il giocatore deve scegliere: un pilota, che guida un go-kart, e un copilota, che usa tutte le armi e ha due "poteri di cartone animato". Ci sono tornei in cui i giocatori devono gareggiare in una serie di gare e vincere con il maggior numero di punti. Le modalità di battaglia nelle arene consentono a due squadre di combattere in modalità diverse, mentre i Cartoon Eliminator sono gare di resistenza in cui viene eliminato l'ultimo kart in ogni giro. I kart hanno tre statistiche: accelerazione, velocità e maneggevolezza (se scelto come pilota). Se sono copiloti, hanno due poteri toon che rientrano in quattro categorie: Scudo, Attacco, Spinta e Volo.
Tutti i 20 personaggi (9 all'inizio) nella versione DS hanno il proprio kart (le Superchicche hanno kart separati, a differenza della versione PS2). Il potere dei cartoni animati di ogni personaggio può essere utilizzato quando la loro barra del potere dei cartoni animati è piena. Ci sono 1-8 giocatori disponibili in questa versione. A differenza della versione PlayStation 2, ci sono due minigiochi e tre cartoni animati.
Una galleria nella versione PlayStation 2 contiene due cartoni animati di ogni spettacolo. Il primo cartone animato si sblocca completando ogni torneo a tema cartone animato, mentre l'altro si sblocca vincendo il super torneo con il pilota della serie che il giocatore vuole sbloccare.

### Personaggi giocabili

#### Il laboratorio di Dexter
- Dexter
- Dee Dee[3]
- Mamma[4]
- Papà[4]
- Mandark[3]

#### Le Superchicche
- Dolly, Lolly e Molly (come un unico personaggio)[5][6]
- Dolly[6][7]
- Lolly[6][7]
- Molly[6][7]
- Professor Utonium[3][6]
- Mojo Jojo[3]
- Lui[8]
- Bebo Bestione[4]

#### Johnny Bravo
- Johnny Bravo
- Bunny Bravo[8]
- Suzy[3]
- Carl[5]

#### Mucca e Pollo
- Mucca
- Pollo
- Earl[5]
- Flem[4]

#### Io sono Donato Fidato
- Donato Fidato
- Matteo Babbeo[3]
- Rosso[8]

#### Leone il cane fifone
- Leone
- Marilù[3]
- Giustino[8]